# Lysøysund
Lysøysund is een plaats in de Noorse gemeente Bjugn, provincie Trøndelag. Lysøysund telt 299 inwoners (2007) en heeft een oppervlakte van 0,65 km².